# Gnophomyia porteri
Gnophomyia porteri är en tvåvingeart som beskrevs av Alexander 1930. Gnophomyia porteri ingår i släktet Gnophomyia och familjen småharkrankar.
Artens utbredningsområde är Ecuador. Inga underarter finns listade i Catalogue of Life.